# Stjepan Jozić
Stjepan Jozić (Monoštor, 1951. – Zagreb, 21. srpnja 2011.), bio je akademski slikar i ravnatelj Gradskog muzeja u Vinkovcima. Osim slikarstvom, bavio se računalnom grafikom i grafičkim dizajnom. Ilustrirao je knjige i organizirao izložbe i vodio likovne radionice i umjetničke kolonije. Donirao je mnoga svoja djela radi pomoći djeci, braniteljima, invalidima i raznim udrugama. Dobio je nekoliko nagrada i odličja za svoj rad.

## Životopis
Stjepan Jozić rodio se u Monoštoru u Bačkoj 1951. godine. S roditeljima je još u djetinjstvu odselio u Vinkovce. Ondje je pohađao osnovnu i srednju školu. Studirao je slikarstvo u Zagrebu na Akademiji likovnih umjetnosti gdje je u klasi Vasilija Jordana diplomirao 1983. godine.
Nakon studija je radio u privredi te u srednjoj školi gdje je predavao umjetnost. Nakon toga radi u vinkovačkom Gradskom muzeju, u kojem vrlo brzo postaje ravnateljem, ostavši na tom mjestu sve do smrti.